# Feizi
|  | Aquest article tracta sobre tracta de sobre un criador d'animals de la Dinastia Zhou. Vegeu-ne altres significats a «Han Feizi». |

Feizi (非子) era un xinès criador i entrenador reial de la Dinastia Zhou. El Rei Xiao de Zhou el va recompensar amb el cognom de Ying (嬴) i un feu a la ciutat de Qin (秦邑, l'actual Tianshui, Gansu), el qual més tard passaria a formar part de Qin, dits governants li veneraren com un avantpassat, conegut com a Qin Ying.